# Diözesanmuseum Siedlce

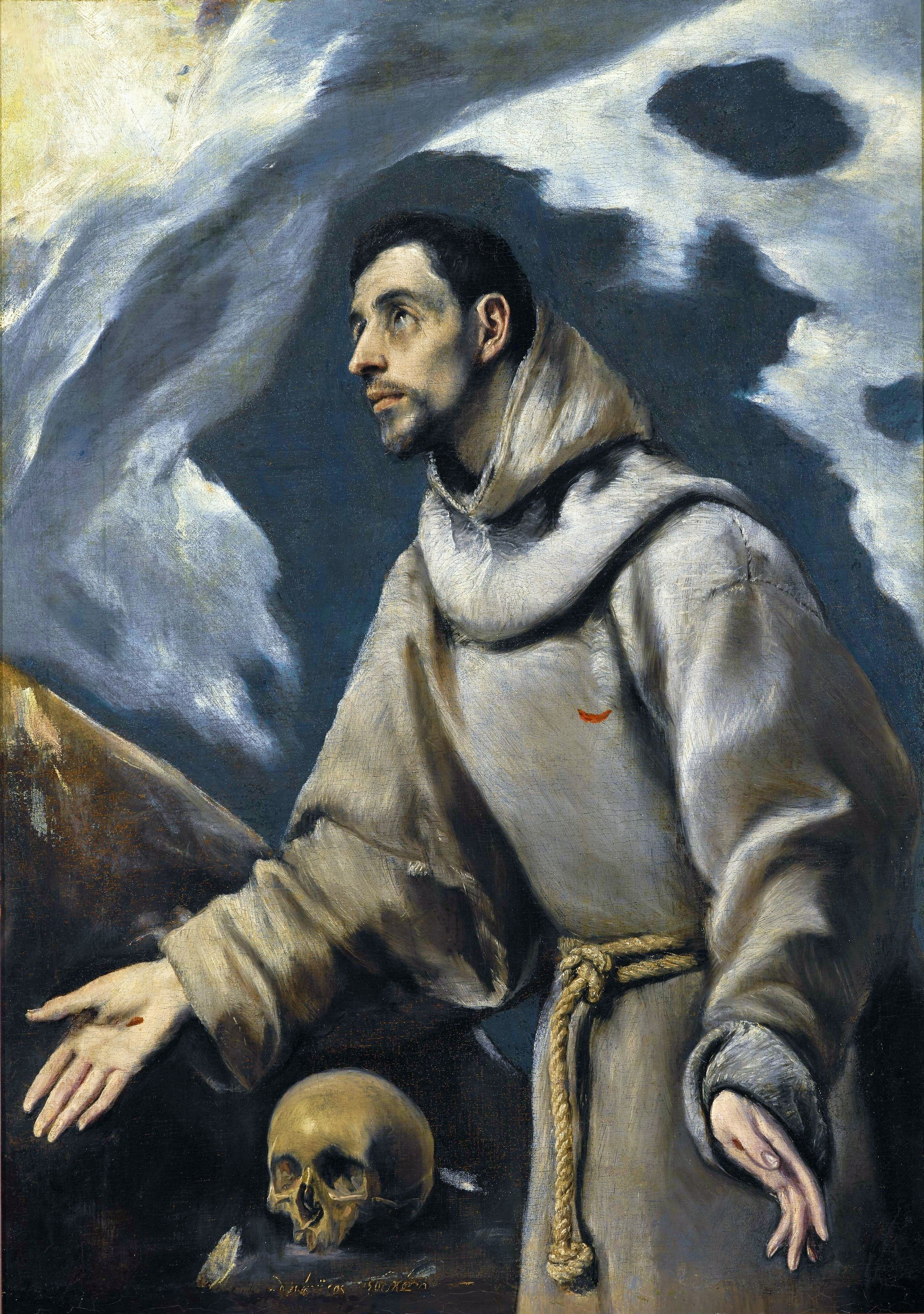
El Greco– Die Ekstase des hl. Franz von Assisi

Das Diözesanmuseum Siedlce ist eine kirchlich-kulturelle Einrichtung in Siedlce, Woiwodschaft Masowien. Das 1918 in Janów Podlaski gegründete Diözesanmuseum ist über Polen hinaus für das Gemälde Ekstase des heiligen Franziskus bekannt. Es ist das einzige Bild von El Greco in Polen.

## Geschichte
Die Sammlung wurde dem Museum von der Kathedrale von Siedlce und anderen kirchlichen Einrichtungen im Bistum Siedlce geschenkt. Es befindet sich nach mehreren Umzügen in einem klassizistischen Bürgerhaus in der Innenstadt von Siedlce.

## Bestände
Zu den Ausstellungsstücken gehören zahlreiche sakrale Kunstgegenstände und Andenken.